# Miramar Peninsula
Die Miramar Peninsula ist eine Halbinsel am Südostende der Stadt Wellington in Neuseeland.  Auf ihr liegen die Vorstädte Miramar, Maupuia, Seatoun, Strathmore und The Heights.
Ein Isthmus verbindet die Halbinsel mit dem Rest von Wellington. Auf ihm liegt auch der Flughafen Wellington. Die Halbinsel trennt die zum Wellington Harbour gehörende Evans Bay im Norden von der Lyall Bay und der Cookstraße im Süden.
Im Osten der Halbinsel liegt die Mündung des Wellington Harbour. Das wegen zahlreicher Schiffbrüche berüchtigte Riff Barrett Reef liegt vor der Küste der Halbinsel.
Die Halbinsel wurde von den europäischen Siedlern ursprünglich Watt's Peninsula genannt. 1872 benannte sie der erste Siedler in der Gegend, James Coutts Crawford, in Miramar um. Der Name der Māori für die Halbinsel ist Whataitai.
Auf Miramar haben unter anderem die Filmeffektunternehmen  Weta Workshop, Weta Digital, und die Postproduktions-Firma
Park Road Post Production ihren Sitz.